# سارة بيرد أسكيو
سارة بيرد أسكيو (بالإنجليزية: Sarah B. Askew)‏ هي أمينة مكتبة أمريكية، ولدت في 15 فبراير 1877 في دايتون في الولايات المتحدة، وتوفيت في 20 أكتوبر 1942 في ترنتون في الولايات المتحدة.